# Neolatim

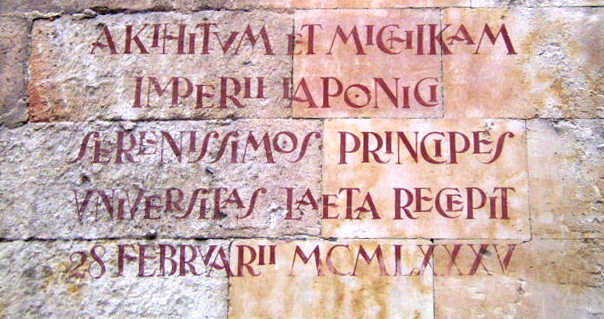
Inscrição neolatina na fachada da Universidade de Salamanca, comemorando a visita do Príncipe Akihito e a Princesa Michika do Japão

Neolatim (também latim moderno ou novo latim) é uma versão de latim estabelecida por estudiosos do fim da Idade Média, que era utilizado para fins científicos, na qual são empregados progressivamente, sem distinção, elementos da língua grega e de outras línguas sob formas alatinadas. O neolatim hoje usa-se principalmente na linguagem científica internacional, cladística e sistemática. O termo fez-se popular a finais da década de 1890 entre linguistas e científicos de fala inglesa.

## Atualidade
O termo neolatim agora designa uma versão atualizada e simplificada do Interlíngua, que aspira a unir os povos da família linguística latina por meio de uma língua de compreensão quase total sem estudo prévio. Atualmente, existe uma comunidade na Internet composta por vários filólogos e especialistas de diferentes países que codificam e difundem esta nova língua auxiliar.
Essa língua padrão teve início em 2006, proposta pelo filólogo Jordi Cassany Bates, e é promovida e desenvolvida coletivamente no projeto Vía Neolatina, composto por especialistas e filólogos de vários países. Foi publicada uma gramática e um dicionário em 2019: Gramática Essencial Neolatina, que é a reforma de uma gramática anterior publicada em 2012. Desde então, a comunidade de estudantes e falantes de neolatim vem crescendo graças à Internet, em grupos do Facebook, Instagram, Reddit, Telegram e Discord. Existem vários blogs dedicados a esta língua, como Voces Neolatinas, La Gabbia ou Mondo Neolatino. A língua foi apresentada na Universidade de Barcelona em 2011 e na Universidade de Kiel em 2017, e no Primeiro Congresso de Língua Intereslava em 2017 em Staré Město (República Checa).
Em 2022, foi realizado um Congresso Internacional de Romance Neolatino, com o objetivo de promover o projeto e estudar o padrão pan-românico a partir de diferentes perspectivas, coletando contribuições críticas de filólogos e linguistas pan-românicos. Este congresso ocorreu em 22 de maio na Universidade de Valência.

### Texto de exemplo
Por facilitare et altrosí dignificare la communicatione inter- et panlatina actuale, lo projècto Vía Neolatina ha recuperato et actualizzato lo latino, orígine de las lenguas neolatinas aut romànicas et traditionale stàndarde commune. Lo modèllo de lengua que presènta cui èst una síntese de la variatione romànica que pròva de essere representativa de lo ensèmole; una varietate nòva et commune mais en lo mesmo tèmpo naturale et plurale que permette ad lo usuario communicare-se en toto lo Mondo Latino adaptando-la ad los soos interèsses et necessitates. Èst útile tanto ad latinos quanto ad non latinos que necessitan una pòrta de ingrèsso centrale ad lo romance, uno pònte vèrso divèrsos romances particulares.